# Triakis semifasciata
El tiburón leopardo o tollo leopardo
 (Triakis semifasciata) es una especie de triáquido que habita a lo largo de la costa norteamericana del Pacífico desde el estado estadounidense de Oregón hasta Mazatlán en México. Con una medida corporal de entre 1,2 y 1,5 m de largo, este tiburón de cuerpo esbelto es fácilmente identificable por su llamativo patrón de marcas y manchas a lo largo de su dorso, a las cuales les debe su nombre vulgar. Es común ver grandes bancos de estos peces en bahías y estuarios, nadando sobre zonas planas arenosas o lodosas o áreas rocosas cerca de bosques de kelp y arrecifes. Se les encuentra con mayor frecuencia cerca de la costa, en aguas de menos de 4 m de profundidad.
Siendo predadores de nado activo, los grupos de tiburones leopardos frecuentemente siguen la marea hacia marismas formadas en las zonas intermareales en busca de alimento, principalmente almejas, gusanos, cangrejos, camarones, peces óseos y huevas de peces. La mayoría de los tiburones leopardos tienden a permanecer dentro de un área particular en lugar de llevar a cabo largos desplazamientos hacia otras partes, lo que ha conducido a que haya divergencia genética entre las poblaciones de tiburones que habitan en diferentes regiones. Esta especie es ovovivípara, lo que significa que sus huevos nacen dentro del útero y son nutridos por su saco vitelino. De marzo a junio, la hembra da a luz hasta a 37 crías después de un período de gestación de 10-12 meses. Su crecimiento es relativamente lento y le lleva varios años madurar.
Al ser inofensivo para los seres humanos, el tiburón leopardo es capturado en la pesca comercial y deportiva para ser usado como alimento o en acuarios. Esta especie es pescada principalmente en las costas de California donde, después de un período de declive poblacional en la década de 1980, nuevas leyes de pesca establecidas a inicios de la década de 1990 redujeron su explotación a niveles sostenibles. La Unión Internacional para la Conservación de la Naturaleza ha clasificado esta especie como de preocupación menor, resaltando, sin embargo, que las poblaciones locales pueden ser fácilmente sobreexplotadas debido a su lento crecimiento y hábitos migratorios limitados.

## Taxonomía y filogenia
El primer nombre científico otorgado al tiburón leopardo fue Triakis californica, acuñado por el zoologista británico John Edward Gray en la List of the specimens of fish in the collection of the British Museum («Lista de especímenes de peces en la colección del Museo Británico») de 1851. Sin embargo, el nombre dado por Gray no tenía una descripción apropiada, quedando como un nomen nudum. En noviembre de 1854, el biólogo francés Charles Frédéric Girard publicó una descripción de esta especie con el nombre de Triakis semifasciata, a la cual le siguió un mes después otra descripción del ictiólogo estadounidense William Orville Ayres en donde la denominó Mustelis felis, ambas en la revista Proceedings of the Academy of Natural Sciences of Philadelphia. El nombre específico semifasciata proviene de las palabras en latín semi («mitad») y fasciatus («rayado»), refiriéndose a las marcas dorsales del tiburón. En la literatura antigua, se le puede denominar a esta especie como «tiburón tigre» o «tiburón gato».
El género Triakis contiene dos subgéneros, Triakis y Cazon. El tiburón leopardo se encuentra dentro del subgénero Triakis junto con el tollo rayado (T. (Triakis) scyllium). Un análisis filogenético de 2006 basado en genes que codifican proteínas reveló que Triakis y Cazon en realidad no están estrechamente relacionados, y también que el tiburón leopardo puede ser el miembros más basal de su familia.

## Distribución y hábitat

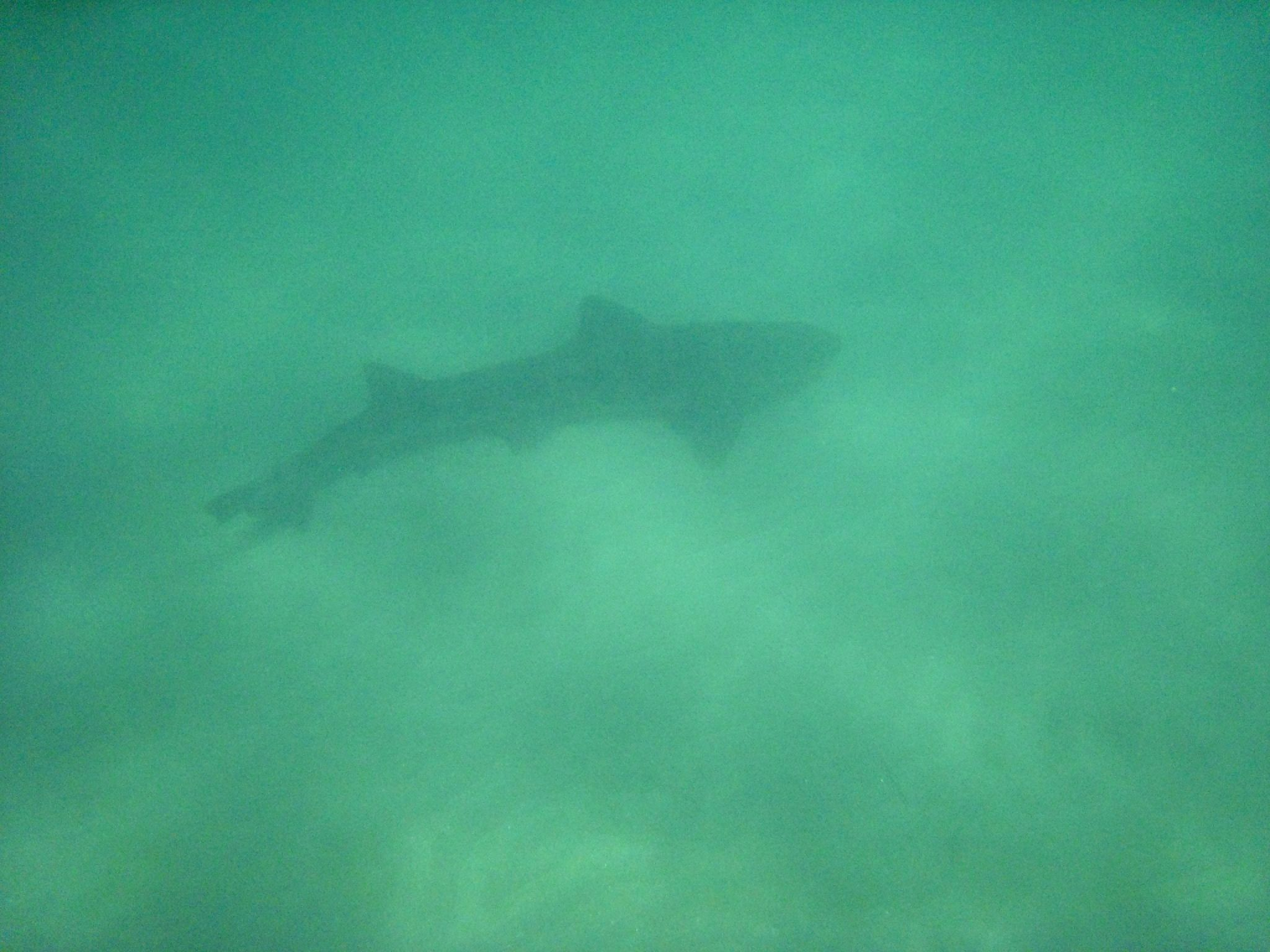
El tiburón leopardo puede ser encontrado con frecuencia en áreas planas arenosas.

El tiburón leopardo habita en las aguas continentales frías y templadas-cálidas del océano Pacífico noreste, desde la bahía de Coos en Oregón hasta Mazatlán en México, incluyendo el golfo de California. Prefiere las zonas planas lodosas o arenosas dentro de bahías o estuarios cerrados, y también puede ser encontrado cerca de bosques de kelp y arrecifes rocosos, o a lo largo de la costa abierta. Se ha sabido de grupos que se reúnen cerca de sitios de descarga de aguas negras cálidas de plantas nucleares. Los tiburones leopardo generalmente nadan cerca del fondo y son más abundantes desde la zona intermareal hasta una profundidad de 4 m, aunque se les puede encontrar a profundidades de hasta 91 m. Muchos de estos tiburones, particularmente en el norte, abandonan sus hábitats costeros en el invierno y regresan a comienzos de la primavera. Un estudio en la bahía de Tomales en el norte de California determinó que se marchan cuando la temperatura del agua cae a menos de 10-12 °C; un tiburón que había sido etiquetado fue encontrado después de haber nadado 140 km hacia el sur.
Aunque se ha documentado que algunos de estos tiburones han viajado cientos de kilómetros, la mayoría de ellos tiende a permanecer en un área concreta durante gran parte de su vida. Este bajo nivel de dispersión ha propiciado que haya divergencia genética entre sus poblaciones. Siete acervos genéticos discretos han sido identificados a lo largo de la costa californiana entre la bahía de Humboldt y San Diego. De ellas, la subpoblación de la bahía de Humboldt es quizá la más aislada, ya que los tiburones de allí maduran al alcanzar un mayor tamaño y producen menos crías que aquellos de otras áreas. En contraste, el área circundante a Los Ángeles representa una zona genética transicional entre subpoblaciones cuyas fronteras son más difusas. En Baja California, los tiburones leopardo sobre el lado del Pacífico son presumiblemente distintos de aquellos en el norte del golfo de California. Aunque hay evidencias ambiguas respecto a la filopatría natal (esto es, el regresar al lugar de nacimiento para reproducirse) en esta especie, la proximidad a las zonas de procreación establecidas probablemente contribuye a la estructuración de estas diferentes subpoblaciones.

## Morfología

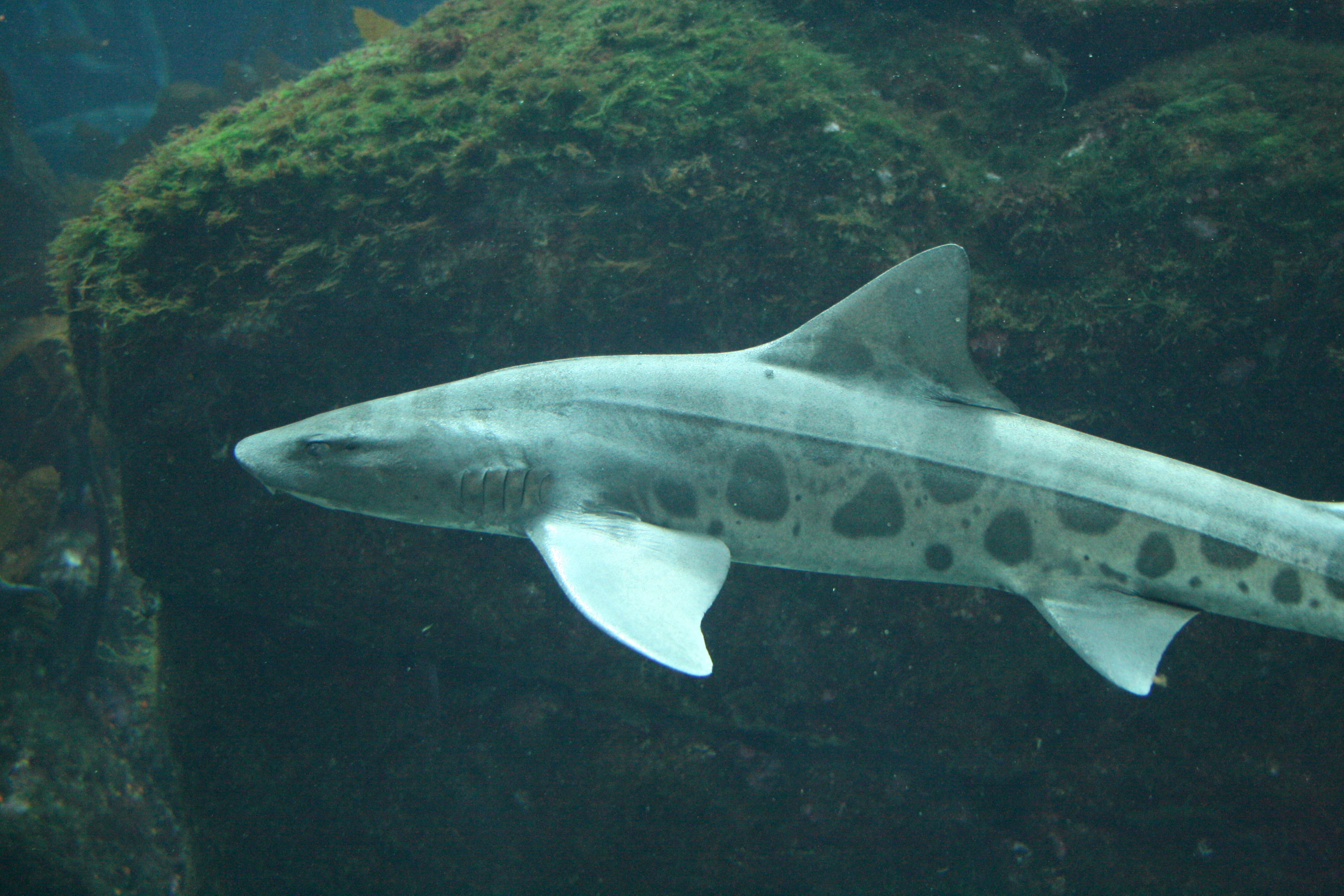
El peculiar patrón de colores en el dorso del tiburón leopardo es la razón de su nombre común.

El tiburón leopardo tiene un cuerpo moderadamente robusto, con un hocico corto y redondeado. Cuenta con tapas de piel triangulares bien desarrolladas frente a sus orificios nasales. Sus ojos son largos y ovalados, con una membrana nictitante (un tercer párpado protector). La línea de la boca es muy curveada. Tiene surcos en las esquinas de la boca que se extienden hacia ambas mandíbulas, con aquellos en la mandíbula inferior casi tocándose en el punto medio. Las filas de dientes van de 41 a 55 en la mandíbula superior y de 34 a 45 en la inferior; cada diente tiene una cúspide ligeramente oblicua, con bordes lisos, en el centro, y 1 o 2 cúspides más pequeñas a cada lado. Estos dientes se encuentran ordenados sobre una superficie plana con hileras que se superponen. Cuentan además con unos órganos denominados ampollas de Lorenzini que les sirven para orientarse con ayuda del campo magnético terrestre.
La primera aleta dorsal, que es larga, se encuentra aproximadamente a medio camino entre las aletas pectorales y pélvicas; la segunda es casi tan larga como la primera y de mucho mayor tamaño que la aleta anal. Las aletas pectorales son anchas y triangulares. El lóbulo inferior de la aleta caudal está bien desarrollado en los adultos pero mide menos de la mitad del lóbulo superior, que cuenta con un marcado corte ventral cerca de la punta. La coloración es única, pues consiste en prominentes franjas y manchones negros que cubren la espalda, sobre un fondo entre plateado y bronce grisáceo. Los ejemplares adultos por lo general tienen más manchas y franjas con sus centros más claros a comparación de los jóvenes. Su vientre es blancuzco y liso. La longitud promedio de un tiburón leopardo es de 1,2-1,5 m. En raras ocasiones los machos llegan a 1,5 m y las hembras a 1,8 m, aunque se tiene registro de una hembra que medía 2,1 m de largo. El tiburón leopardo más pesado que se ha conocido pesaba 18,4 kg.

## Biología y ecología

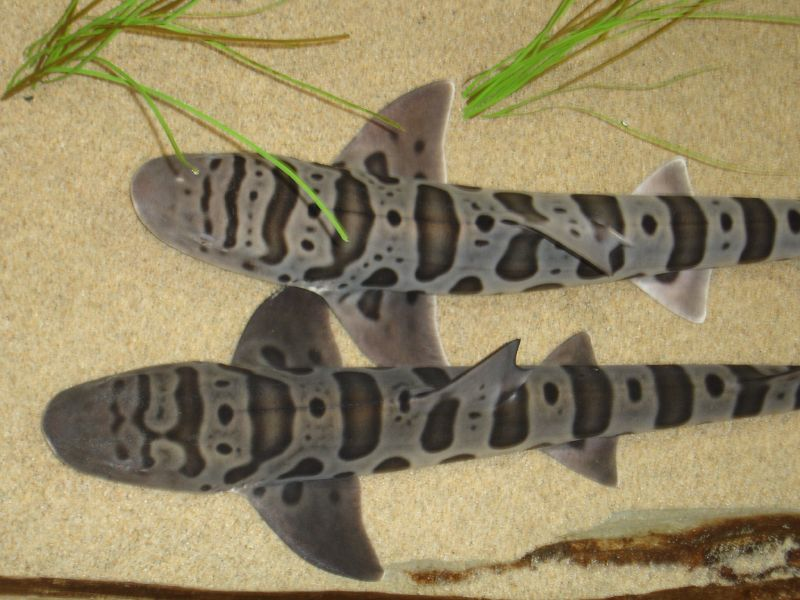
Los tiburones leopardo son sociables y se agrupan con otros ejemplares de edad y sexo similar.

Siendo una especie activa que nada con movimientos ondulatorios fuertes, el tiburón leopardo es avistado frecuentemente mientras atraviesa por o cerca de zonas de surfeo. Es más activo de noche que de día, y a veces se queda inmóvil en el fondo. En la bahía de Tomales y otras partes, este tiburón sigue la marea hacia marismas para alimentarse, y regresa justo a tiempo para no quedar varado o atrapado al retroceder el agua. En la isla Santa Catalina, los tiburones residentes pasan el día juntos en las aguas poco profundas y en la noche se dispersan hacia aguas con mayor profundidad, alejándose hasta 10 km.
Desde el nacimiento, estos tiburones forman grandes bancos generalmente segregados según edad y sexo, los cuales pueden entremezclarse con ejemplares de Mustelus californicus, M. henlei o mielga (Squalus acanthias). Estos bancos aparentemente son nómadas, apareciendo repentinamente en un área por unas pocas horas y después desvaneciéndose igual de rápido. En cautiverio, los tiburones más grandes han sido observados ejerciendo dominio sobre los más pequeños a través de mordiscos leves en sus aletas pectorales. Durante los días de verano se forman grandes grupos de hembras maduras en bahías estrechas y estuarios, dispersándose en la noche. Ya que estas hembras siguen a las corrientes de agua más cálidas, permitiéndoles elevar su temperatura corporal interna hasta 3 °C, se especula que toman ventaja del calor para acelerar su crecimiento y el de las crías en gestación. La pertenencia a estas agrupaciones es inconstante, ya que las hembras periódicamente cambian de sitio, desplazándose a diferentes lugares distribuidos a lo largo de varios kilómetros.
A comparación de los otros tiburones con los que está emparentado y comparten su zona de distribución, el tiburón leopardo tiene eritrocitos más pequeños y en mayor cantidad, permitiéndole procesar oxígeno más eficientemente. Esta puede ser una adaptación para poder buscar alimento en ambientes como estuarios con poco oxígeno. Sus ojos contienen muy pocos conos, posiblemente debido la turbidez del agua en la que habitan. Los ejemplares pequeños son presa de tiburones mayores como el gran tiburón blanco (Carcharodon carcharias) y el tiburón gatopardo (Notorynchus cepedianus). En una ocasión, un tiburón gatopardo fue visto acechando a un tiburón leopardo en una marisma en la bahía de Humboldt, atacándolo con tal fuerza que el depredador encalló momentáneamente. Se conocen algunos parásitos de esta especie, como los gusanos Phyllobothrium riseri, Lacistorhynchus dollfusi y Paraorygmatobothrium barber, así como los copépodos Echthrogaleus eoleoptratus y Achtheinus oblongatus.

### Alimentación

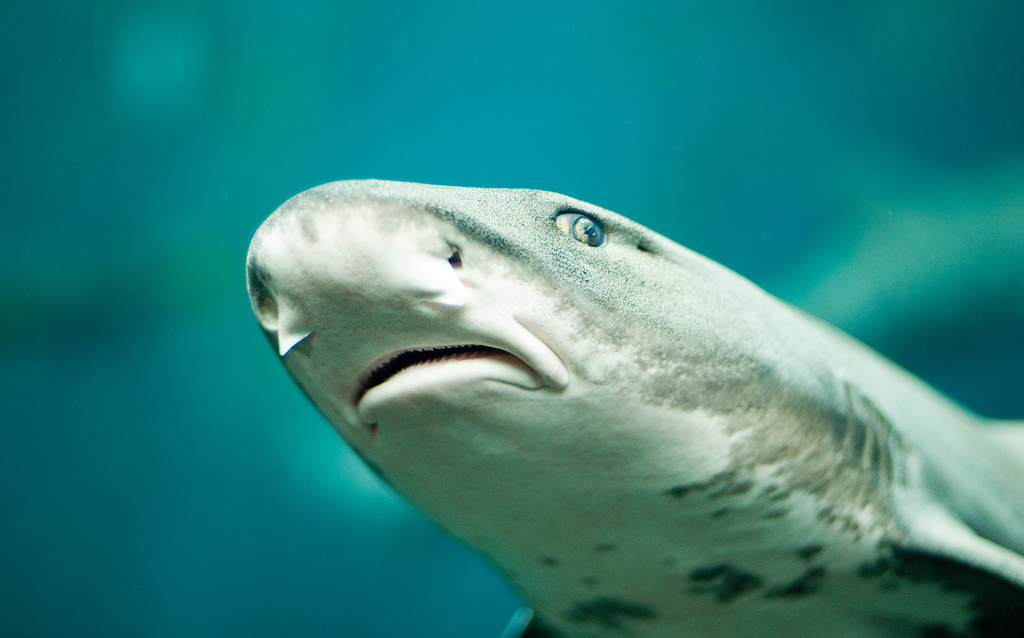
El tiburón leopardo captura a su presa succionándola y mordiéndola.

La dieta de esta especie consiste de pequeños animales de las zonas bentónica y litoral, principalmente cangrejos (familias Cancridae, Grapsidae e Hippoidea), camarones, peces óseos (incluyendo anchoas, arenques, pejerreyes, corvinas, mojarras, gobios, peces roca, peces planos y peces sapo), huevas, almejas y el equiuro Urechis caupo. También se sabe que este cazador oportunista se ha alimentado de camarones fantasma, gusanos poliquetos y crías de otros tiburones, peces guitarra (Rhinobatos productus) y raya gavilán (Myliobatis californica). También pueden ingerir ocasionalmente plantas del género Zostera y otras algas.
El tiburón leopardo captura a sus presas expandiendo su cavidad bucal para crear una fuerza de succión, provocada al mover sus cartílagos labiales y formar un tubo con la boca. Simultáneamente, hace salir hacia adelante sus mandíbulas para atrapar a la presa entre sus dientes. Al igual que con otros tiburones, los dientes de esta especie se renuevan periódicamente; le lleva a un diente de reemplazo entre 9 y 12 días moverse hacia su posición. Se han capturado tiburones leopardo con estómagos llenos de sifones de almejas, los cuales toman antes de que la almeja se retraiga y rompen con un movimiento de palanca de su cuerpo. En ocasiones, el tiburón arranca el cuerpo entero de la almeja de su concha de esta forma. Otros tiburones examinados han tenido estómagos que contenían gusanos enteros sin marcas de mordidas, lo que sugiere que el tiburón los succionó de sus escondites. En la bahía de San Francisco, se ha observado a un grupo de tiburones leopardo y mielgas que se han alimentado de un denso cardumen de anchoas al nadar lentamente en dirección opuesta a las manecillas del reloj a través de ellas, que nadaban en dirección contraria, tragando a las anchoas que entraran accidentalmente a sus bocas.
En algunos lugares, esta especie se alimenta únicamente de unos cuantos tipos de presas y poco más —por ejemplo, gusanos y cangrejos cáncridos en la bahía de Tomales, huevas de pejerrey (Atherinopsis californiensis) y los cangrejos Romaleon antennarius y Metacarcinus magister en la bahía de Humboldt—. La presa que se toma predominantemente depende del lugar, época del año y edad. Por ejemplo, en el estuario de Elkhorn en la bahía de Monterrey, los cangrejos cáncridos y gusanos sirven de alimento más que nada en invierno y primavera, las huevas entre invierno y principios del verano, los peces óseos en verano y los cangrejos de pantano y almejas en otoño. Los tiburones jóvenes se alimentan en su mayor parte de cangrejos y van modificando paulatinamente su dieta hacia los otros alimentos cuando alcanzan los 70-80 cm de longitud. Los tiburones más grandes son los que consumen más peces.

### Ciclo de vida

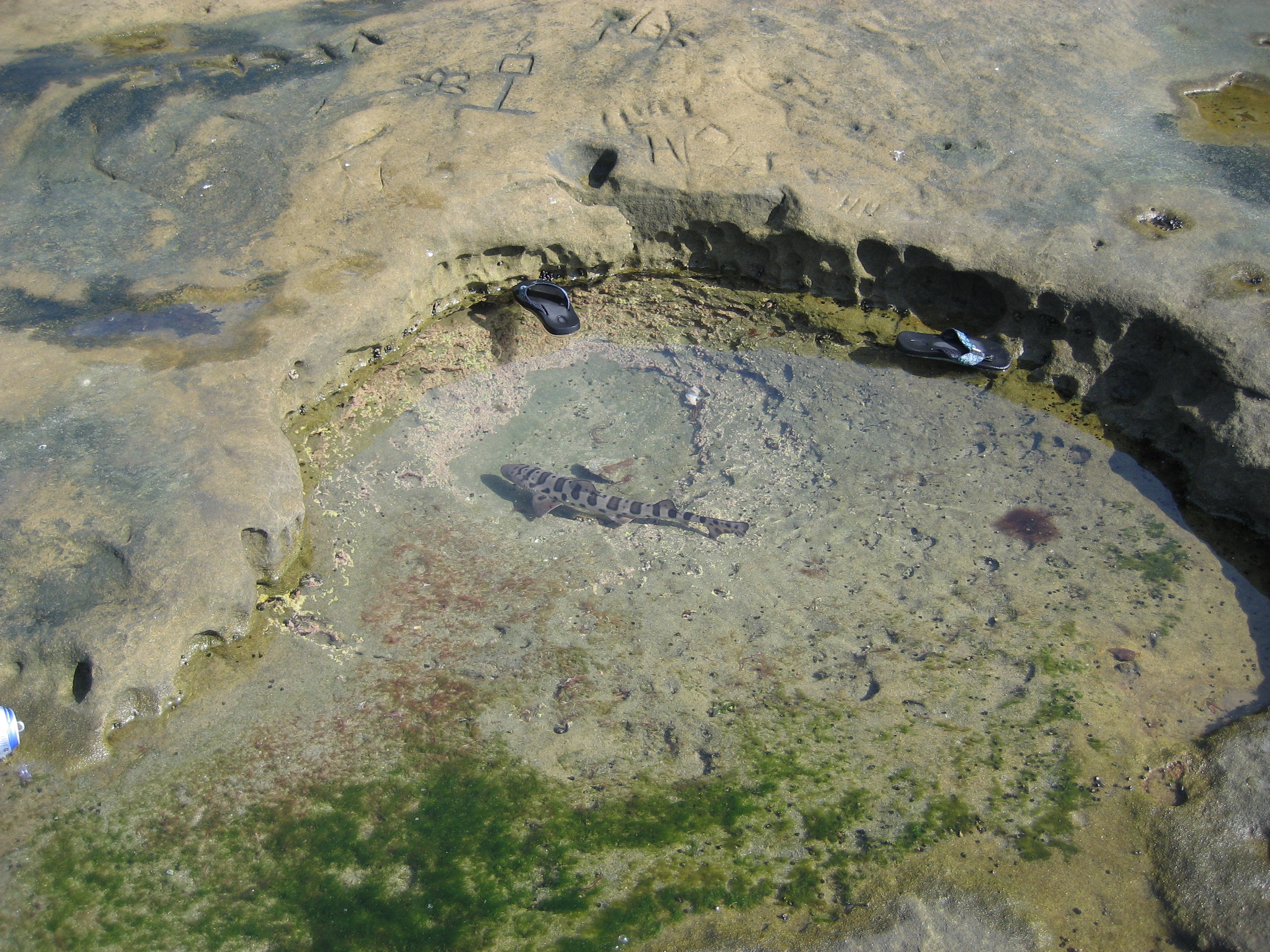
Los alevinos de esta especie frecuentan zonas poco profundas, cerca de la costa.

El tiburón leopardo es ovovivíparo, ya que los embriones en desarrollo son cobijados por un saco vitelino hasta el nacimiento. En las zonas norteñas, las hembras se valen de bahías y estuarios como áreas para cuidar a sus crías, mientras que en el sur dan a luz en espacios más abiertos. Algunos sitios de reproducción conocidos a lo largo de la costa de California son la bahía de Humboldt, la bahía de Tomales, la bahía de Bodega, la bahía de San Francisco, el estuario de Elkhorn, la bahía de Morro, la bahía de Santa Mónica, el puerto de Catalina (en la isla de Santa Catalina) y la bahía de San Diego.
Las hembras dan a luz a entre 1 y 37 alevinos cada año de marzo a julio (mayoritariamente en abril o mayo), incrementando el número de crías según el tamaño de la hembra. En las bahías de Humboldt y San Francisco, las hembras liberan a sus crías en camas de algas marinas para proporcionarles tanto refugio como alimento. En Santa Catalina, las hembras dan a luz en zonas planas con 1 m de profundidad de agua, con sus espaldas y aletas dorsales expuestas; sus crías permanecen en aguas aún menos profundas, de unos 30 cm. El apareamiento ocurre a comienzos del verano después del alumbramiento; la única observación conocida de esto en estado salvaje fue en 2004 cerca de La Jolla, entre nueve tiburones reunidos a 19 m de la costa en aguas con 0,3-3 m de profundidad.
Los recién nacidos miden alrededor de 20 cm de largo. Siendo de crecimiento relativamente lento después de los primeros 3-4 años de vida, los machos crecen un promedio de 2 cm por año, alcanzando la madurez entre los 7 y los 13 años y una longitud definitiva de 0,7-1,2 m, mientras que las hembras crecen un promedio de 2,3 cm anualmente, alcanzando la madurez a los 10-15 años y una longitud final de 1,1-1,3 m. Puede haber variaciones significativas de tamaño en individuos de la misma edad y los tiburones grandes tienen un crecimiento particularmente lento: se documentó a un espécimen que aumentó solamente 4 cm de longitud en 12 años. Se estima que la esperanza de vida máxima de esta especie es de 30 años.

## Interacción con humanos

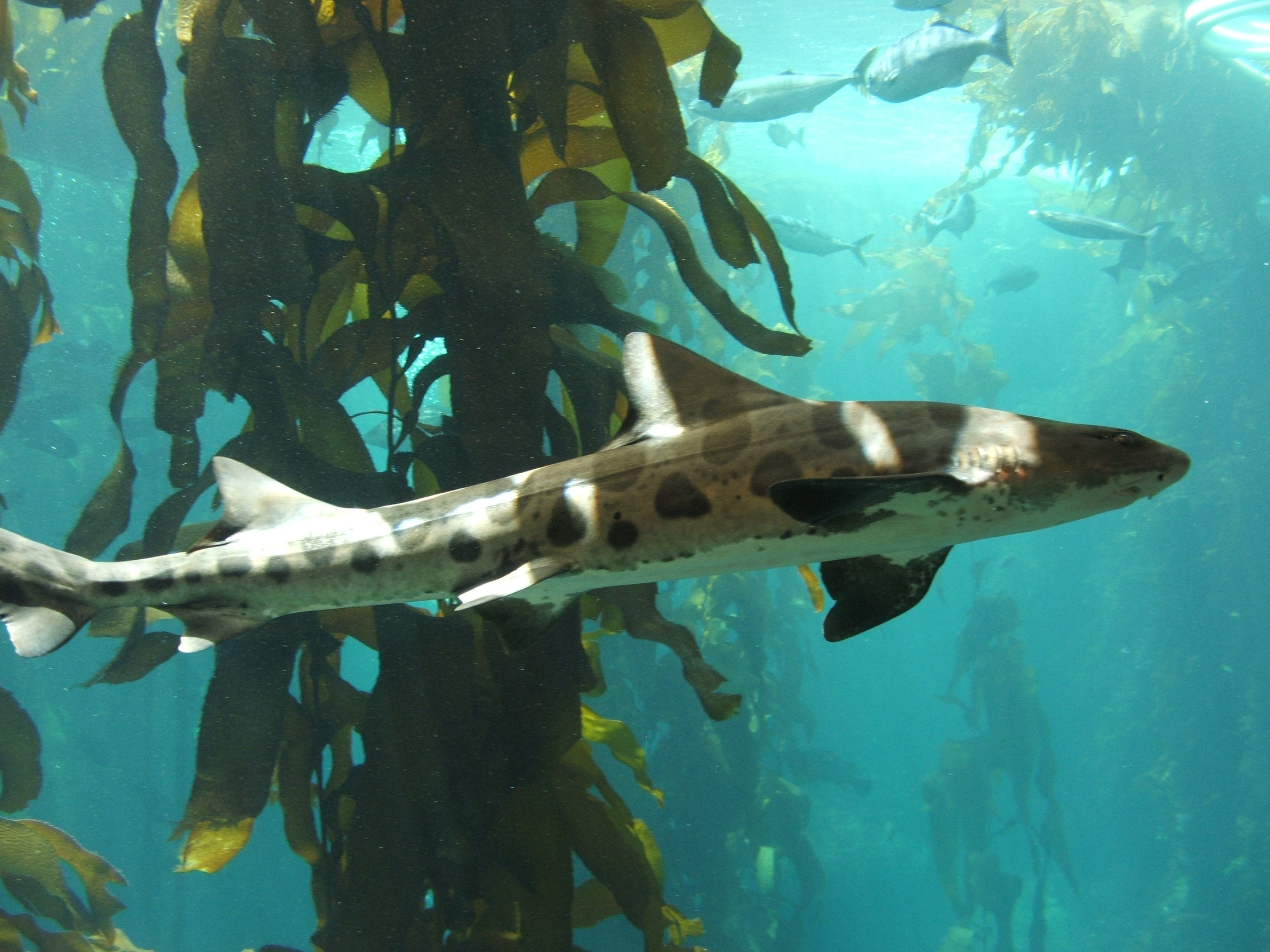
Un tiburón leopardo en el acuario de la bahía de Monterrey; esta especie se adapta bien a la vida en cautiverio.

Siendo cautelosos y veloces al huir, los tiburones leopardo no suponen prácticamente ningún peligro para los humanos. Existe un único registro de 1955 de un tiburón leopardo hostigando a un buceador al que le sangraba la nariz, aunque no resultó herido. Esta especie es capturada por pescadores comerciales usando redes y palangres, y por pescadores deportivos y submarinos; también es atrapado como presa secundaria cuando se realiza pesca de arrastre. Su carne es considerada un excelente alimento y es vendida fresca o congelada. No obstante, los tiburones leopardo que viven cerca de zonas con impacto humano pueden acumular en sus cuerpos contaminantes como mercurio, pesticidas y bifenilos policlorados (PCBs), y el Departamento de Pesca y Recreación de California advierte de los peligros de su consumo regular. El tiburón leopardo es apreciado en el comercio de acuarios por su atractiva apariencia y durabilidad; esto llevó a que muchos recién nacidos fueran capturados en el sur de California a fines de los años 1980 y principios de los años 1990. Puede vivir más de 20 años en cautiverio.
La mayor parte de la pesca de esta especie ocurre en las aguas californianas, donde la explotación comercial tuvo su pico con 45.953 kg en 1983 y ha promediado 14.060 kg anualmente desde 1991. Se cree que estos números son estimaciones bajas, ya que un porcentaje de la captura del tiburón leopardo es reportada simplemente como de «tiburón». En décadas recientes el número de tiburones atrapados deportivamente ha excedido al de aquellos capturados comercialmente, ya que los pescadores deportivos han atrapado un promedio de 52.000 ejemplares por año de 1980 a 1988, y 45.000 anuales desde 1993. En Oregón, por otro lado, la participación de esta especie en la pesca es desdeñable. El estatus del tiburón leopardo en México es incierto, aunque la industria pesquera mexicana de tiburones tiende a enfocarse en especies de mayor tamaño.
La Unión Internacional para la Conservación de la Naturaleza (UICN) ha clasificado al tiburón leopardo como una especie de preocupación menor. Es altamente susceptible al agotamiento local debido a su tasa de crecimiento lenta y bajo nivel de intercambio entre las subpoblaciones regionales. Fue considerado para, pero no es vigilado por, el Plan de Administración de Pesca de 1982 del Consejo de Administración de Pesca del Pacífico de los Estados Unidos. En 1992, el estado de California impuso un tamaño mínimo del tiburón de 91 cm y una posesión límite de tres ejemplares para la pesca deportiva, un movimiento que fue fuertemente apoyado y promovido por la comunidad de la pesca deportiva. En 1993, el estado también instituyó un tamaño mínimo de 46 cm para la pesca comercial de todos los tiburones y rayas, incluyendo para la venta en acuarios. Además, las restricciones californianas en el uso de ciertos tipos de equipo de pesca en aguas cercanas a la costa confieren buena protección a la población nuclear de esta especie. Estas medidas administrativas aparentemente han reducido exitosamente la mortandad durante la pesca y han detenido el declive en la población de los años 1980; el estatus del tiburón leopardo en California es considerado seguro, al estimar los modelos demográficos un incremento poblacional anual de 3-6% habiendo una pesca sostenible.